# Leone Nakarawa
Leone Nakarawa (Tavua, 2 april 1988) is een Fijisch rugbyspeler.

## Carrière
Nakarawa won met de ploeg van Fiji tijdens de Olympische Zomerspelen 2016 de Olympische gouden medaille. Nakarawa maakte één try’s in de finale.
Dit was de eerste maal dat er door Fiji een gouden medaille gewonnen werd. Naar aanleiding van deze primeur werd er door de premier van Fiji Frank Bainimarama een nationale feestdag uitgeroepen.

## Erelijst

### Met Fiji
- Olympische Zomerspelen:  2016